# Peter Schroeder-Heister
Peter Schroeder-Heister (* 2. März 1953 in Düren) ist ein deutscher Logiker. Er ist derzeit Professor für Formale Logik und Sprachphilosophie am Wilhelm-Schickard-Institut für Informatik der Universität Tübingen.

## Biografie
Peter Schroeder-Heister studierte von 1971 bis 1978 Katholische Theologie, Mathematik, Musikwissenschaft und Philosophie in Bonn, Köln und Aachen. 1981 promovierte er im Fach Logik mit der Dissertation Untersuchungen zur regellogischen Deutung von Aussagenverknüpfungen bei Gisbert Hasenjaeger (Bonn) und Dag Prawitz (Stockholm). 1988 habilitierte er sich im Fach Philosophie an der Universität Konstanz mit der Habilitationsschrift Structural Frameworks with Higher-Level Rules. Seit 1990 ist er Professor in Tübingen.
Von 2012 bis 2019 war Schroeder-Heister im Exekutivkomitee der Division für Logik, Methodologie und Wissenschaftstheorie der Internationalen Vereinigung für Wissenschaftsgeschichte und -theorie in verschiedenen Ämtern tätig (2012–2015 Generalsekretär und amtierender Schatzmeister; 2016–2019 Schatzmeister).

## Veröffentlichungen (Auswahl)
- (Hrsg.): Extensions of logic programming (= Lecture notes in computer science, Bd. 475). Springer, Berlin 1991, ISBN 3-540-53590-X.
- (Hrsg.): Substructural logics (= Studies in logic and computation, Bd. 2). Clarendon Press, Oxford 1993, ISBN 0-19-853777-8.
- (Mithrsg.): Logic, methodology and philosophy of science. College publications, Milton Keynes, UK 2014, ISBN 978-1-84890-169-8.
- (Hrsg., mit Thomas Piecha): Advances in proof-theoretic semantics (= Trends in logic, Bd. 43). Springer, Cham 2016, ISBN 978-3-319-22685-9.
- (Hrsg., mit Thomas Piecha u. David Binder): The Logical Writings of Karl Popper (= Trends in logic, Bd. 58). Springer, Cham 2022, ISBN 978-3-030-94928-0.